# La nuova famiglia Addams
La nuova famiglia Addams (The New Addams Family) è una serie televisiva canadese-statunitense del 1998. È basata sui personaggi della famiglia Addams ideati da Charles Addams e sulla serie originale del 1964 La famiglia Addams.

## Trama
I componenti della famiglia sono Gomez Addams, la di lui moglie Morticia, i loro figli Mercoledì e Pugsley, lo zio Fester, la Nonna e il maggiordomo Lurch. La famiglia abita al 1313 di Cemetery Lane in una villa gotica e inquietante.
Esattamente come in ogni famiglia, ognuno ha il proprio hobby. Questi possono spaziare dal terrorizzare gli ospiti nel cimitero di famiglia a cercare di tagliare la testa al fratellino più piccolo utilizzando una ghigliottina.

## Episodi
| Stagione       | Episodi | Prima TV  |
| -------------- | ------- | --------- |
| Prima stagione | 65      | 1998-1999 |

## Personaggi e interpreti

### La famiglia Addams
- Morticia Addams, interpretata da Ellie Harvie, doppiata in italiano da Monica Gravina.[1]
- Gomez Addams, interpretato da Glenn Taranto, doppiato in italiano da Fabrizio Temperini.[1]
- Mercoledì Addams, interpretata da Nicole Fugere, doppiata in italiano da Perla Liberatori.[1]
- Pugsley Addams, interpretato da Brody Smith, doppiato in italiano da Lorenzo De Angelis.[1]
- Nonna Eudora Addams, interpretata da Betty Phillips, doppiata in italiano da Noemi Gifuni.[1]
- Zio Fester, interpretato da Michael Roberds, doppiato in italiano da Mino Caprio.[1]
- Lurch, interpretato da John DeSantis, doppiato in italiano da Diego Reggente.[1]
- Mano, interpretato da Steven Fox.[1]
- Cugino Itt, interpretato da David Mylrea, doppiato originalmente da Paul Dobson.
- Ophelia Addams, interpretata da Laura Esterman.
- Griselda Frumpp, interpretata da Meredith Bain Woodward.
È la mamma di Morticia.
- Nonno Addams, interpretato da John Astin.

## Produzione
La serie televisiva è stata preceduta dal film per la televisione La famiglia Addams si riunisce (Addams Family Reunion) del 1998, prodotto dalla Saban Entertainment e dalla Fox Family Films per inaugurare il canale televisivo via cavo Fox Family Network e in seguito distribuito direct-to-video.
Molti particolari sono cambiati rispetto al film, come la residenza degli Addams: nell'originale la residenza era 001 Cimitery Lane, mentre ora è 1313 Cimitery Lane. Praticamente l'intero cast è stato sostituito, con la sola eccezione di Nicole Fugere (Mercoledì).
Quasi tutti i 65 episodi sono stati girati a Vancouver, nella Columbia Britannica, in Canada, mentre quelli finali negli Stati Uniti.

## Distribuzione
La serie, in Italia, è stata trasmessa nel 1999 da Rai Uno. La serie poi fu replicata nel 2010 e nel 2013 sul canale Frisbee.
Nell'edizione italiana John Astin viene doppiato da Franco Zucca, che doppiava Raúl Juliá nei film di Barry Sonnenfeld, proprio nel ruolo di Gomez, inoltre aveva doppiato anche il terzo fratello Addams, Pancho nel film TV Halloween con la famiglia Addams del 1977. Assieme a Perla Liberatori, che ridoppia Mercoledì, sono gli unici doppiatori dei film originali.